# Mennica w Rydze

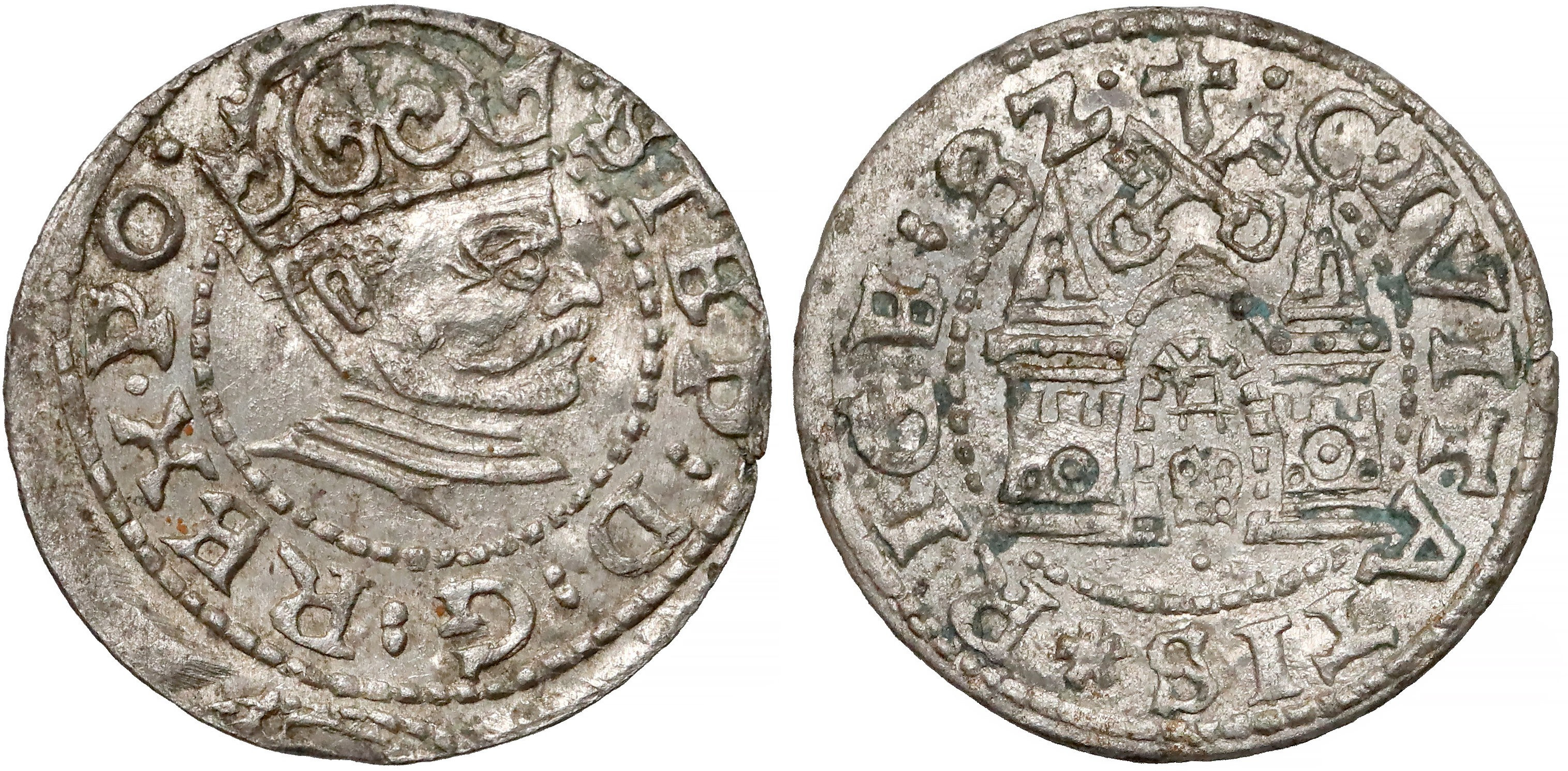
Portretowy denar ryski z 1582 r.

Mennica w Rydze – mennica inflancka z siedzibą w mieście o tej samej nazwie, która po inkorporacji Inflant do Rzeczypospolitej i okresie 20-letniej autonomii (niem. Freiheistsjahre), emitowała, wg stopy polskiej:
- denary (1582),
- szelągi (1582–1586, 1588–1607, 1609–1621),
- grosze (1581–1584),
- półtoraki (1616–1617, 1620),
- trojaki (1580–1586, 1588–1600, 1619),
- dukaty (1584–1585, 1588, 1594, 1597, 1599, 1619),
- portugały (1586, 1592).

Po zajęciu przez Szwedów w 1621 r. została mennicą miejską, a następnie drugą mennicą inflancką. W tym okresie emitowała drobne monety – głównie liche szelągi, które masowo wywożono do Rzeczypospolitej. Napływ tych monety i ich fałszerstw suczawskich ustał dopiero za Jana Kazimierza po wprowadzeniu do obiegu boratynek.